# Trimalaconothrus montanus
Trimalaconothrus montanus är en kvalsterart som beskrevs av Hammer 1958. Trimalaconothrus montanus ingår i släktet Trimalaconothrus och familjen Malaconothridae. Inga underarter finns listade i Catalogue of Life.